# 3200 Phaethon
3200 Phaethon, talvolta indicato in italiano come Fetonte, è un asteroide Apollo del diametro medio di circa 5,1 km. Scoperto nel 1983, presenta un'orbita caratterizzata da un semiasse maggiore pari a 1,2713481 au e da un'eccentricità di 0,8897893, inclinata di 22,25710° rispetto all'eclittica. È un asteroide Apollo la cui orbita incrocia quelle di Mercurio, Venere, Terra e Marte: presenta proprietà inusuali e può essere una cometa estinta.
L'asteroide è dedicato a Fetonte, personaggio della mitologia greca.
Individuato da Simon F. Green e John Keith Davies l'11 ottobre 1983 mentre esaminavano immagini del satellite IRAS alla ricerca di asteroidi e comete, la sua scoperta è stata annunciata il successivo 14 ottobre dopo la conferma osservativa effettuata da Charles T. Kowal, che ne riportò l'aspetto asteroidale. Fetonte è stato il primo asteroide scoperto per mezzo di un satellite.
Fetonte è il corpo progenitore dello sciame meteorico delle Geminidi di dicembre.
La missione spaziale della JAXA DESTINY+, che sarà lanciata nel 2028, ha in programma un sorvolo ravvicinato dell'asteroide nel 2030, a una distanza di 500 km.